# Xã Bunn, Quận Dallas, Arkansas
Xã Bunn (tiếng Anh: Bunn Township) là một xã thuộc quận Dallas, tiểu bang Arkansas, Hoa Kỳ. Năm 2010, dân số của xã này là 18 người.